# 東洋幽蘭介
東洋幽蘭介（学名：Clithrocytheridea japonica）为荊花介科幽蘭介屬下的一个种。